# Corollospora luteola
Corollospora luteola är en svampart som beskrevs av Nakagiri & Tubaki 1982. Corollospora luteola ingår i släktet Corollospora och familjen Halosphaeriaceae.   Inga underarter finns listade i Catalogue of Life.